# یاروسلاو اشپاچک
یاروسلاو اشپاچک (انگلیسی: Jaroslav Špaček؛ زادهٔ ۱۱ فوریهٔ ۱۹۷۴) بازیکن هاکی روی یخ اهل جمهوری چک بود.
از باشگاه‌هایی که در آن بازی کرده‌است می‌توان به ادمونتون اویلرز و مونترآل کانادینز اشاره کرد.